# Charlie Rapino
Charlie Rapino, pseudonimo di Graziano Mallozzi (Parma, 15 dicembre 1960), è un musicista e produttore discografico italiano.

## Biografia
Nato a Parma nel 1960, inizia a muovere i primi passi nel mondo musicale sin dalla fine degli anni settanta, frequentando il giro di Bologna Rock e Italian Records. Rapino in quegli anni produce "Badass", l'album d'esordio degli Shabby Trick, una band di glam rock italiana molto famosa negli anni 80 nel circuito underground italiano, con cui raggiunge il grande successo in Giappone.
Verso la fine degli anni ottanta, si trasferisce a Londra, accompagnato dal suo amico e socio Marco Sabiu, che vanta collaborazioni con Claudio Cecchetto. In Gran Bretagna, i due iniziano a lavorare su dei pezzi, tra cui House e Love me the right way, quest'ultima con Kim Mazelle.
Negli anni successivi, Rapino e Sabiu vengono contattati dalla RCA per una collaborazione, grazie alla quale prenderà piede il grande successo dello storico gruppo dei Take That. Il brano Could it be magic,  raggiunge immediatamente la prima posizione nelle classifiche di vendita, seguito dalla pubblicazione dell'album Everything Changes prodotto da Eliot Kennedy (tracks: 1, 3, 7), Jonathan Wales (tracks: 2, 5, 9, 13), Mike Ward (tracks: 1, 3, 7), Paul Jervier (tracks: 2, 5, 9, 13), Steve Jervier.
Dopo varie collaborazioni, tra cui quelle con Suggs dei Madness e Jimmy Somerville, i due, che nel frattempo hanno iniziato a farsi chiamare i Rapino Brothers, decidono di intraprendere la via dei remix. Lavorano con diversi artisti come Kylie Minogue, Geri Halliwell e Primal Scream
Ad un certo punto, le strade dei Rapino Bros si dividono, e nel 1999 Rapino inizia a lavorare come direttore artistico per la Sony Music International, dove resterà per circa quattro anni.
Dal 2003 al 2005 collabora con la Island, oltre che con la Ars Latina per il management del maestro Ennio Morricone.
Dal 2005 al 2009 si occupa del rilancio della Decca, etichetta del gruppo Universal Music. Attualmente lavora per la Polydor-Universal a Londra.
Dal settembre 2009 ricopre il ruolo di coach nel talent show Amici di Maria De Filippi. È stato insegnante di Emma Marrone, la cantante salentina vincitrice della nona edizione, che ha voluto fortemente all'interno della scuola e che ha sempre sostenuto, coniando anche lo slogan "Emma Rules" ("Emma Comanda"), molto celebre tra gli appassionanti del programma di Canale 5.
Tra le recenti produzioni troviamo l'omonimo album, pubblicato nel 2009, di Valerio Scanu, secondo classificato all'ottava edizione di Amici di Maria De Filippi e vincitore del Festival di Sanremo 2010 e Made in London di Noemi pubblicato nel 2014.